# Карпері – Комотіні
Карпері — Комотіні — газопровід на північному сході Греції.
У 1996-му до Греції розпочались поставки російського газу, що надходив з території Болгарії у газопровід Промахонас – Аттика та прямував на південь до столиці країни. А за чотири роки зі згаданого трубопроводу почалася подача блакитного палива на схід, в адміністративну область Східна Македонія та Фракія, для чого проклали трубопровід від Карпері до Комотіні, який має діаметр 600 мм, довжину 217,4 км та робочий тиск 7 Мпа. Роботи зі спорудження об'єкта в 1996—2000 роках виконала російська компанія «Стройтрансгаз».
Біля столиці Східної Македонії та Фракії з 2002 року діє великий споживач природного газу — ТЕС Комотіні. А в 2007 році сюди ж зі сходу вивели інтерконектор Карачабей — Комотіні, який забезпечив з'єднання з турецькою газотранспортною системою. Хоча інтерконектор виконаний у значно більшому діаметрі 900 мм, проте поставки з турецького напрямку технічно обмежені саме через низьку пропускну здатність ділянки від Комотіні до Карпері, яка забезпечує з'єднання з основною частиною грецької газотранспортної системи.
Існують плани спорудження на трасі газопроводу підземного сховища газу в районі Кавали. В районі останнього портового міста також планувалась організація плавучого регазифікаційного терміналу для імпорту ЗПГ, проте станом на кінець 2010-х років більша ймовірність його появи далі на схід, на трасі Карачабей — Комотіні біля Александруполісу, хоча фінальне рішення по останньому проекту також весь час переноситься.